# 埃尔灵顿高地站
埃尔灵顿高地站（英語：Earlington Heights station）是美国佛羅里達州邁阿密-戴德縣的一座邁阿密地鐵车站，由邁阿密-戴德公共交通局（MDT）运营管理。此車站位於普查规定居民点布朗斯维尔之内，靠近西北第21大道和机场快速公路（SR 112）的交界處。埃尔灵顿高地站亦是迈阿密地铁机场延伸段的起点车站，迈阿密地铁橙线和绿线两条路线的北行方向列车，在离开埃尔灵顿高地站后分岔并分别驶往迈阿密国际机场站及帕尔梅托站。埃尔灵顿高地站於1984年12月17日正式啟用，建筑布局形式为高架车站，车站设有两条股道及一个岛式站台，并设有95个停车位的地面停车场。

## 车站结构
| P 站台层 | 南行方向                   | ▉ 迈阿密地铁绿线，往达德兰南方向（阿拉帕塔） · ▉ 迈阿密地铁橙线，往达德兰南方向（阿拉帕塔）            |
| P 站台层 | 岛式站台，左边车门将会开启 | |
| P 站台层 | 北行方向                   | ← ▉ 迈阿密地铁绿线，往帕尔梅托方向 （布朗斯维尔） · ← ▉ 迈阿密地铁橙线，往迈阿密国际机场方向（终点站） |
| G 地面层 | 站厅                       | 出入口、巴士站、停车场                                                                                 |

## 外部連結
- Miami-Dade County: Metrorail Stations（页面存档备份，存于）